# 루도역
루도역(U-Bahnhof Rudow)은 베를린 노이쾰른구 루도에 있는 U7의 남동쪽 종착역이다. 1972년 7월 1일에 개통했다.
베를린 버스 및 다메슈프레발트군 버스로 환승 가능하며, 베를린 브란덴부르크 공항으로 가는 버스 노선인 X7과 X71번의 시발점이다.

## 역사
루도역은 그로피우스슈타트로도 알려진 브리츠-부코-루도(Britz-Buckow-Rudow, BBR) 택지 건설과 그 맥락을 같이한다. 1962년 11월에 택지 조성 공사가 시작되었으며, 도시 철도 노선은 1965년 요하니스탈러 쇼세-츠비카우어 담 구간이 착공하여 1970년 1월 2일에 개통했다. 택지 조성 공사와 도시 철도 공사는 동시에 진행되었다. 이를 통해서 택지 지구의 대부분은 도시 철도와 연결되었으나, 과거 마을이 있었던 루도 지역에도 철도 교통 수요가 있었고 택지 건설이 확대되었기 때문에 노선의 추가 연장이 필요하게 되었다.
루도역 연장 공사는 1971년에 시작했다. 역사는 라이너 륌러가 설계했으며, 외벽은 빨간색 석면 시멘트를 사용했고 역사 내 기둥은 알루미늄판으로 마감했다. 아이제나허 슈트라세역과 바이에리셔 플라츠역과 비슷한 양식으로 설계되었다. 남쪽으로 향하는 출입구는 지표면으로부터의 깊이 때문에 중간층을 따로 두지 않고 바로 양쪽의 출입구로 갈라진다. 역에서 남동쪽으로 더 나아간 곳에 인상선이 설치되어 있다.
1972년 7월 1일에 루도역으로 향하는 1.1 km 구간이 개통되었다. 개통 당시부터 7호선이라는 명칭을 사용했다. 이후 7호선이 북서쪽으로 계속 연장되는 동안에도 남동쪽 종착역이라는 지위는 계속 유지하고 있었다.
1993년 5월에는 근처 주택 지구로 향하는 버스 노선의 결절점 기능이 부여되었고 동시에 엘리베이터가 설치되었다. 2000년 도이체 오퍼역 화재 사건 이후로 출입구가 하나만 있었던 역에 추가 출입구를 건설하기로 결정했으며, 루도역과 콘스탄처 슈트라세역은 가장 나중에 설치할 예정이었다. 역사의 복잡한 구조와 예산 확보 때문에 추가 출입구 건설은 2006년에서야 착공할 수 있었고 2008년 6월 19일에 완공되었다.
베를린 브란덴부르크 공항 방면 버스 노선 환승역으로 사용하기 위한 공사는 2011년부터 계획되어 있었고, 실제 개보수 공사는 2014년에 시작했다. 석면 재질이 함유되어 있었던 벽면은 철거되고 새로운 형태의 벽면이 설치되었다. 승강장 바닥에는 점자 블록이 설치되었고, 출구와 중간층도 재시공되었다. 공항 완공 이후 추가로 신설될 급행 버스 노선과 기존의 완행 버스와의 환승 시간을 줄일 수 있도록 버스 정류장으로 바로 이어지는 추가 출입구 2곳을 설치했고, 에스컬레이터가 같이 설치되었다. 원래는 2016년 말까지 대부분 공사를 완공할 예정이었으나, 지상부를 포함한 전체 완공은 2019년 가을이었다.

## 장기 계획
1970년대 당시에도 베를린시에서는 루도역에서 더 나아가는 연장 계획을 수립해 두었고, 베를린 쇠네펠트 공항으로 가는 노반은 베를린의 토지 이용 계획에서 비워 두었고 중간 정차역으로 2곳 내지 3곳을 계획해 두었다. 베를린 브란덴부르크 국제공항 계획 당시에는 터미널 아래 철도역에 별도의 도시 철도용 승강장이 없었기 때문에 도시 철도 연장 계획은 진행되지 않았다.

## 인접 철도역
| 베를린 지하철 7호선                    | 베를린 지하철 7호선 | 베를린 지하철 7호선 |
| -------------------------------------- | ------------------- | ------------------- |
| 츠비카우어 담 라트하우스 슈판다우 방면 | U7                  | 시·종착역           |